# Aurel Pană
Aurel Pană (n. 17 mai 1949) este un senator român în legislatura 2000 - 2004 ales în județul Giurgiu pe listele partidului PD. Pe 16 martie 2005 a fost numit la conducerea ANAR, fiind demis în septembrie același an.. Ca director al ANAR ar fi amenințat că dă foc unei redacții fiind sancționat de partid pentru această intervenție.